# Jardines Mamiku
Los Jardines Botánicos Mamiku (en inglés: Mamiku Botanical Gardens) de Santa Lucía son uno de los más reconocidos en la zona del Caribe. Se ubican dentro de la antigua hacienda del Barón Micoud, un coronel francés que fungió como gobernador de la isla en el siglo XVIII mientras ésta se encontraba bajo el dominio galo. Los esclavos solían referirse a las plantaciones distinguiendo a la esposa del dueño, así que la hacienda se conocía como la hacienda de Madame Micoud. Con el paso del tiempo y la influencia del kweyol Madame Micoud pasó a ser Mamiku, nombre con el que se le conoce actualmente.
Para 1796 la hacienda ya no pertenecía a la familia Micoud y se había convertido en un destacamento británico a cargo de Sir John Moore. El destacamento fue posteriormente destruido por los franceses y sobre sus ruinas se construyeron algunos plantíos de caña de azúcar. Desde 1906 la hacienda pertenece a la familia Shingleton-Smith.
El área de la hacienda dedicada a los jardines comprende 48 562,28 m² de superficie. Los jardines incluyen algunas especies de árboles en peligro de extinción, una sección de plantas medicinales de Santa Lucía y algunas excavaciones arqueológicas.

## Enlaces relacionados
- Jardinería
- Geografía de Santa Lucía